# Taralezh Island
Taralezh Island (englisch; bulgarisch остров Таралеж ostrow Taralesch, deutsch ‚Igel-Insel‘) ist eine teilweise vereiste, in west-östlicher Ausrichtung 470 m lange und 232 m breite Insel in der Gruppe der Dannebrog-Inseln im Wilhelm-Archipel vor der Graham-Küste des Grahamlands auf der Antarktischen Halbinsel. Sie liegt 45 m nördlich von Spatnik Island, 2,4 km östlich-südöstlich von Sprey Island, 1,67 km südwestlich von Revolver Island und 2,54 km westnordwestlich der Booth-Insel.
Britische Wissenschaftler kartierten sie 2001. Die bulgarische Kommission für Antarktische Geographische Namen benannte sie 2020 deskriptiv, da sie in ihrer Form an einen Igel erinnert.